# 케토산

α-케토산인 피루브산(위), β-케토산인 아세토아세트산(중간), γ-케토산인 레불린산(아래)

케토산(영어: keto acid 또는 ketoacid)은 유기화학에서 카복실기(−COOH)와 카보닐기(>C=O) (화합물은 케톤이라고 함)를 가지고 있는 유기 화합물이다. 옥소산(영어: oxo acid 또는 oxoacid)이라고도 한다. 몇몇 경우에 카보닐기는 수화된다. α-케토산은 시트르산 회로와 해당과정에 관여하기 때문에 생물학에서 특히 중요하다.

## 종류
케토산의 일반적인 유형은 다음과 같다.

### α-케토산
α-케토산(영어: α-keto acid 또는 α-ketoacid) 또는 2-옥소산(영어: 2-oxo acid 또는 2-oxoacid)은 카복실기에 인접한 α-탄소에 카보닐기를 가지고 있다. α-케토산은 아미노산의 산화적 탈아미노화에 의해 생성되며, 상호적으로 이들은 동일한 것의 전구체이다. α-케토산은 아실화제로서 광범위한 화학적 특성을 가지고 있다. 또한 페닐피루브산과 같은 α-케토산은 일산화 탄소(기체전달물질) 및 제약 전구약물 지지체의 내인성 공급원이다. 중요한 α-케토산은 다음과 같다.
- 피루브산 – 물질대사에서 중요한 대사 중간생성물이다.
- 옥살로아세트산 – 시트르산 회로의 구성원이다.[5]
- α-케토글루타르산 – 글루탐산으로부터 유도된 5탄소 케토산이다. α-케토글루타르산은 조효소로 기능하여 세포 신호전달에 참여한다.[6] α-케토글루타르산은 아미노기 전이반응에 일반적으로 사용된다.

### β-케토산
β-케토산(영어: β-keto acid 또는 β-ketoacid) 또는 3-옥소산(영어: 3-oxo acid 또는 3-oxoacid)은 카복실기로부터 두 번째 탄소인 β-탄소에 카보닐기를 가지고 있다. β-케토산의 예로는 아세토아세트산이 있다. β-케토산은 일반적으로 클라이젠 축합에 의해 형성된다. β-탄소에 카보닐기가 존재하면 열에 의한 탈카복실화를 쉽게 겪을 수 있다.

### γ-케토산
γ-케토산(영어: γ-keto acid 또는 γ-ketoacid) 또는 4-옥소산(영어: 4-oxo acid 또는 4-oxoacid)은 카복실기로부터 세 번째 탄소인 γ-탄소에 카보닐기를 가지고 있다. γ-케토산의 예로는 레불린산이 있다.

## 물질대사에서
케토산은 물질대사의 다양한 동화 경로에 나타난다. 예를 들어, 식물(구체적으로 독당근, 벌레잡이풀, 아에투사 시나피움(Aethusa cynapium))에서 5-옥소-옥탄산은 효소적 및 비효소적 단계를 통해 고리형 코니인 알칼로이드로 전환된다.
섭취한 당분과 탄수화물의 수치가 낮을 때 저장된 지방과 단백질이 에너지 생산의 주된 공급원이 된다. 단백질로부터 유래된 포도당생성성 아미노산 및 트라이글리세라이드로부터 유래된 글리세롤은 포도당으로 전환된다. 케톤체생성성 아미노산은 탈아미노화되어 α-케토산과 케톤체를 생성할 수 있다.
α-케토산은 주로 간세포에서 에너지로 사용되며 간에서 지방산 합성에도 사용된다.

## 같이 보기
- 당산 (산성당)
- 유사산
- 카복실산
- 케톤